# Mercado do Bolhão
O Mercado do Bolhão é um dos mercados mais emblemáticos da cidade do Porto, em Portugal.
A sua construção caracteriza-se pela sua monumentalidade, própria da arquitectura neoclássica. Os vendedores no mercado distribuem-se por dois pisos. Existem quatro entradas principais a diferentes cotas: a entrada sul dá acesso ao piso térreo é feito pela Rua Formosa, as entradas laterais pela Rua de Sá da Bandeira e pela Rua Alexandre Braga dão acesso a um patamar intermédio com escadarias que ligam ambos os pisos, e finalmente, a entrada norte pela Rua de Fernandes Tomás, que dá acesso directo ao piso superior.
O Mercado do Bolhão é vocacionado sobretudo para produtos frescos, sobretudo alimentares. Os vendedores estão divididos em diferentes secções especializadas, designadamente: zona de peixarias, talhos, hortícolas e florais. Na parte exterior do edifício existem lojas de outras variedades, como vestuário, cafetaria, perfumarias, tecidos, etc.
O edifício do mercado foi homologado como imóvel de interesse público em 22 de Fevereiro de 2006.
Em 2013 foi classificado como monumentos de interesse público.

## Localização
O Mercado do Bolhão situa-se na freguesia de Santo Ildefonso, delimitado a norte pela Rua de Fernandes Tomás, a sul pela Rua Formosa, a este e oeste pelas ruas Alexandre Braga e Sá da Bandeira, respectivamente. Integrada na Baixa do Porto, a zona de que o mercado é expoente é conhecida por ser uma área de lojas tradicionais dedicadas a produtos alimentares. Para além do Mercado do Bolhão, situam-se ao seu redor mercearias finas, tais como a "Casa Chineza", a "Casa Transmontana" e a "Pérola do Bolhão".

## História
As origens do Mercado do Bolhão, um dos edifícios mais emblemáticos da cidade, remontam a 1839, quando a Câmara do Porto decidiu construir uma praça em terrenos adquiridos ao cabido. Neste local existia um extenso lameiro, atravessado por um regato que ali formava uma bolha de água, de que resultou o nome do mercado 'Bolhão'. Alguns anos depois, esta praça foi melhorada com a construção de rampas de acesso e barracas de madeira no corredor central do mercado. Mais tarde, no início do século XX, os dirigentes da cidade decidiram construir fora do burgo um novo mercado, de forma a assegurar o abastecimento de alimentos que permita a expansão da cidade, foi então que em 1910 surgiu um ante-projecto do arquitecto Casimiro Barbosa, que previa um edifício com duas alas, tendo a Rua de Sá da Bandeira como eixo central. Contudo este projecto foi abandonado por razões económicas, acabando por ser construído, em 1914, o actual edifício, num projecto desenhado pelo arquitecto Correia da Silva. Tratou-se de uma obra de vanguarda para a época, devido à utilização do betão armado em conjugação com estruturas metálicas, coberturas em madeira e cantaria de pedra granítica. Ao longo da sua história, o mercado foi sofrendo algumas alterações, ocorrendo na década de 40 a construção do piso que divide o edifício, fazendo a ligação das entradas entre as ruas Alexandre Braga e Sá da Bandeira.
Actualmente o edifício do Mercado do Bolhão está todo renovado. Foi reconstruído durante mais de 4 anos, e a 15 de setembro de 2022 foi reaberto ao público.

## Polémica em torno da reabilitação
A necessidade de uma reabilitação profunda começou a ser equacionada em meados de 1984, quando os serviços municipais detectaram patologias construtivas graves nos pavimentos do mercado. Na sequência das obras que se seguiram, os técnicos concluíram que era necessária uma intervenção de consolidação e reabilitação do mercado, tendo a autarquia decidido abrir um concurso que veio a ser ganho por um projecto apresentado pelo arquitecto Joaquim Massena.

### Processo desde 1992
A Câmara Municipal do Porto recorreu, na década de 1990, a um concurso público internacional, nomeando para júri de concurso, o IPPAR, a Faculdade de Arquitectura da Universidade do Porto e o arquitecto Álvaro Siza Vieira. As bases do concurso tinham o seguinte fundamento: Manter o carácter geral do edifício, no que respeitava à salvaguarda dos aspectos formais e funcionais, à manutenção do Mercado Tradicional, ao acrescentar novas funções a espaços perdidos.
O projecto vencedor, do arquitecto Joaquim Massena, foi aprovado por "unanimidade com distinção e Louvor" (citado no Processo Concurso 1992 Mercado do Bolhão- C.M Porto, exposto no Orfeão do Porto)
Contemplava a manutenção de todo o edifício numa perspectiva Patrimonial, nos seus aspectos funcionais e compositivos. O comércio tradicional é mantido, dotando de novas infra-estruturas para a comercialização de frescos. São ainda equacionadas áreas Museológicas e Auditórios, reforçando no Mercado diferentes horários de funcionamento.
Em 1994, com a articulação do sistema da Metro Ligeiro do Porto com a estação de Metro do Mercado do Bolhão, a C.M. Porto, decide avançar com a Reabilitação do Mercado, fazendo nesse mesmo ano, a adjudicação à equipa liderada pelo arquitecto Joaquim Massena, o projecto de execução, para a Reabilitação do Mercado do Bolhão.
O arquitecto Joaquim Massena, instalou um gabinete de apoio, no interior do Mercado do Bolhão, com o objectivo de fazer um levantamento exaustivo sobre o uso do edifício e o seu estado físico, bem como levar a conhecer os trabalhos realizados pela equipa, aos Comerciantes e à Cidade.
Em 1997, foi pedida a Classificação do Mercado do Bolhão, enquanto edifício Patrimonial.
Foi aprovado a classificação pelo edital de 10/97 da C.M. Porto, confirmada pelo IPPAR (actual IGESPAR).
Em 1998, o projecto de execução da Cidade, foi acompanhado por todos os Organismos de Tutela, incluindo a C.M. Porto, e IPPAR (Instituto do Património Arquitectónico e Arqueológico- actual IGESPAR).
O projecto de execução foi aprovado por todos os Organismos de Tutela, em 1998, estando pronto a ser executado o que não se concretizou.

### Processo em 2007
Em 2007, a Câmara do Porto decidiu abrir um novo concurso público de concepção/construção/exploração.
O concurso admite a entrega do Mercado do Bolhão para exploração a privados, durante 70 anos (50 + 20 anos). A empresa imobiliária vencedora, TramCroNe - Promoção e Projectos Imobiliários, S.A., anunciou na pessoa do seu administrador Eng.º Pedro Neves, que "a demolição de todo o interior do Mercado do Bolhão é uma inevitabilidade para rentabilizar o investimento". O programa contempla ainda a construção de habitações de luxo e de um centro comercial, deixando apenas cerca de 3% da área total do Mercado do Bolhão para o comércio tradicional.
Estas premissas provocaram uma série de movimentos cívicos, levantando diversas questões sociais e culturais, prometendo impedir que se faça a demolição do Mercado do Bolhão.
Várias associações e movimentos, assim como cidadãos individuais do Porto, uniram-se na tentativa de impedir a entrega do Mercado do Bolhão a privados por 70 anos (50 + 20 anos) e respectiva demolição, sensibilizando para a sua urgente reabilitação. Entre as acções desenvolvidas inclui-se uma petição com mais de 50.000 assinaturas, entregue na Assembleia da República, uma acção judicial, várias iniciativas de mobilização junto ao Mercado e à Câmara, tertúlias e acções de esclarecimento e o Cordão Cultural do Bolhão, grande evento cultural em torno do mercado que contou com a participação de vários artistas solidários com a causa.
Em Janeiro de 2008, o município aprovou o contrato para adjudicar a privados a recuperação e exploração do mercado, mas as partes entraram em ruptura devido ao que a autarquia apelidou de "incumprimento de obrigações pré-contratuais".
A Câmara decidiu-se então por uma parceria com o Ministério da Cultura, através da DRC-N, mas no fim de 2011 Rui Rio anunciou não poder avançar com o projecto de 20 milhões de euros sem uma comparticipação substancial de fundos comunitários.

### Processo de 2015
A Câmara do Porto apresentou em 22 de abril de 2015 o projecto do mercado do Bolhão depois de ter anunciado folga nas finanças para o fazer por conta própria, naquela que é quarta iniciativa para requalificar o espaço.
A Câmara do Porto anunciou que vai investir 20 milhões de euros no espaço.
O mercado vai ser dotado de aquecimento artificial para o inverno, de coberturas no piso inferior, acesso direto ao metro e cave técnica com acesso para cargas e descargas a partir da rua Alexandre Braga. Vai manter a parte comercial e instalar restauração no piso superior, com entrada pela rua Fernandes Tomás, transferindo todo o mercado de frescos para o piso inferior.
Em janeiro de 2016, foi anunciado que o concurso público para a requalificação do mercado seria lançado até final de março de 2016. A Câmara do Porto já tem os projetos prontos e ultima a documentação.
Em julho de 2016, foi comunicado pela Câmara Municipal do Porto que as obras de reabilitação do Mercado do Bolhão começarão a 1 de agosto do mesmo ano, estimando-se que as obras de remodelação estejam concluídas apenas em 2019. 
Em 19 de dezembro de 2016, foi lançado o concurso público internacional para requalificar o mercado do Bolhão por um valor máximo de 25 milhões de euros. O contrato de empreitada de restauro e modernização do Mercado do Bolhão a celebrar com a empresa municipal de Gestão de Obras Públicas terá o prazo de 720 dias e o critério de adjudicação será o mais baixo preço.
A empreitada suscitou o interesse de 41 operadores económicos e registou a apresentação de 12 candidaturas. Da primeira fase foram selecionadas para uma segunda ronda oito empresas, entre 12 concorrentes.
As oito empresas selecionadas são: Domingos da Silva Teixeira, S.A. e Cari Construtores, S.A.; Casais - Engenharia e Construção, S.A.; Ferrovial Agroman, S.A.; Conduril -Engenharia, S.A. e MRG - Construction S.A.; Alexandre Barbosa Borges, S.A., Nicolau de Macedo, S.A. e Bragalux - Montagens Eléctricas, S.A.; Teixeira Duarte - Engenharia e Construções, S.A.; Alberto Couto Alves, S.A. e Lúcio da Silva Azevedo & Filhos, S.A.; HCT - Construções, S.A. e Ferreira - Construção, S.A.
A empreitada de restauro e modernização do Mercado do Bolhão foi adjudicada ao agrupamento Alberto Couto Alves S.A. e Lúcio da Silva Azevedo & Filhos S.A., por mais de 22 milhões de euros, tendo sido consignada oficialmente a 15 de maio de 2018, prevendo-se um prazo de dois para a conclusão dos trabalhos.
A empreitada do túnel de acesso à cave do mercado foi adjudicada no fim de fevereiro de 2019 à empresa Teixeira Duarte, por cerca de 4,4 milhões de euros.
Em Dezembro de 2019, a Câmara do Porto anunciou que as obras de requalificação do Mercado cujo término estava previsto para maio de 2020, vão ser prolongadas por mais um ano, devido à necessidade de alterar o método construtivo.
Em Março de 2022, a Câmara do Porto anunciou que a reabertura do mercado acontecerá no final de junho de 2022, e vai ter um total de 129 espaços, incluindo 81 bancas interiores, 10 restaurantes interiores e 38 lojas exteriores.
O mercado reabriu no dia 15 de setembro de 2022, depois de quatro anos de obras de requalificação.
O mercado tem uma série de novidades como uma ponte que fará a ligação entre as ruas de Sá da Bandeira e de Alexandre Braga, uma saída direta para a estação de metro e 12 elevadores. Os dez restaurantes, no lado virado para a Rua Formosa, assumiram o compromisso de fazer as compras no Bolhão. As descargas vão ser feitas na cave, acabando-se assim com os constrangimentos de trânsito e evitando-se que as carrinhas tapem o edifício.
A fachada ocupa mais de oito mil metros quadrados, a cobertura tem mais de cinco mil e, durante a obra de reabilitação e adaptação, foi necessário escavar 30 mil metros cúbicos para construir a cave logística. Foram recuperados, dentro do possível, os azulejos originais e até algumas ideias que, com o tempo, foram surgindo nas cabeças das vendedoras, como os cortinados.
O mercado tem 81 bancas, 38 lojas viradas para a rua e dez restaurantes.

## Acessos
- Metro:  Estação Bolhão
- STCP: Linhas: 200, 300, 301, 302, 305, 401, 700, 800, 801, 900, 901, 904, 905, 906, 5M, 7M, 8M.
- ETG: Linhas 33, 34, 36, 41, 55, 69, 70.
- VALPI: Linha V94.

## Personalidades ilustres
- Barão do Bolhão e Conde do Bolhão